# Чекасин, Владимир Николаевич
Влади́мир Никола́евич Чека́син (род. 24 февраля 1947, Свердловск) — советский и российский саксофонист, кларнетист, аранжировщик, педагог, участник трио «ГТЧ» (Ганелин—Тарасов—Чекасин), руководитель ансамблей и оркестров. Лауреат Национальной премии Литвы по культуре и искусству (2016).

## Биография
Родился в Свердловске, с шести лет начал играть на скрипке и фортепиано, с десяти — на кларнете, с 15-ти — на саксофоне. Окончил в 1965 году специальную музыкальную школу, в 1970 году — Уральскую консерваторию им. М. П. Мусоргского (преп. И. М. Нестеров).
Начал интернациональную концертную деятельность на фестивале «Прага-71» в Чехословакии, где получил первый приз в конкурсе молодых музыкантов. Там же записал свой первый диск «Встреча» (Meeting) (Setkání).
В конце 1970-х годов в составе джазового трио Ганелин — Тарасов — Чекасин («ГТЧ») участвовал в ежегодном фестивале «Осенние ритмы» ленинградского джаз-клуба «Квадрат».
С тех пор записал около 60 альбомов с оригинальной музыкой (собственной или в соавторстве), был на гастролях и участвовал в крупнейших фестивалях во всех странах Европы, в США, Канаде, на Кубе, в Японии, Индии и других странах.

C 1975 года преподаёт в Вильнюсской музыкальной школе им. Б. Дварионаса, в 1975—2002 гг преподавал в Литовской музыкальной академии.

Создатель литовской школы джаза, воспитавший большое количество джазовых музыкантов и создавший оригинальную методику преподавания джаза. Его ученики: Пятрас Вишняускас, Витаутас Лабутис, Гедиминас Лауринавичюс, Леонид Шинкаренко, Неда Малунавичюте и другие джазовые музыканты.

Награды:
приз фестиваля «Vilnius Jazz»,
медаль «За заслуги перед Вильнюсом и народом»,
награда города Вильнюса — статуэтка св. Христофора,
«Золотой диск» Союза музыкантов Литвы,
Гран-при фестиваля «Birštonas Jazz».
С 1975 года Чекасин работает в области кино и театра: в 1991 году фильм режиссёра Павла Лунгина «Такси-блюз» с музыкой Чекасина получил первый приз на кинофестивале в Каннах, а в 1992 году фильм «Bolero, or provincial melodrama with emotional outburst», где Чекасин является композитором и режиссёром (сорежиссёр М. Безчастнов) получил первый приз на фестивале «Post-Montreux». Театральные постановки с музыкой Чекасина идут на центральных сценах Москвы, а также на крупных международных джазовых фестивалях.